# MTV Europe Music Awards 2014
Gli MTV Europe Music Awards 2014 si sono tenuti il 9 novembre 2014 all'arena SSE Hydro di Glasgow. Lo show è stato presentato da Nicki Minaj.

## Performance
- Ariana Grande - Problem /Break Free
- Kiesza - Hideaway
- Royal Blood - Figure It Out
- Charli XCX - Boom Clap /Break the Rules
- U2 - Every Breaking Wave
- Nicki Minaj - Super Bass /Bed of Lies  /Anaconda
- Ed Sheeran - Thinking Out Loud
- Enrique Iglesias - I'm a Freak /Bailando (con Gente de Zona)
- Alicia Keys - We Are Here
- Slash, Myles Kennedy, The Conspirators e Simon Neil - Crazy Train

## Nomination

### Best Song
- Ariana Grande - Problem ft. Iggy Azalea
  - Eminem - The Monster ft. Rihanna
  - Katy Perry - Dark Horse ft. Juicy J
  - Pharrell Williams - Happy
  - Sam Smith - Stay with Me

### Best Pop
- One Direction
  - Ariana Grande
  - Katy Perry
  - Miley Cyrus
  - 5 Seconds of Summer

### Best Female
- Ariana Grande
  - Beyoncé
  - Katy Perry
  - Nicki Minaj
  - Taylor Swift

### Best Male
- Justin Bieber
  - Ed Sheeran
  - Eminem
  - Justin Timberlake
  - Pharrell Williams

### Best Live
- One Direction
  - Beyoncé
  - Bruno Mars
  - Justin Timberlake
  - Katy Perry

### Best New
- 5 Seconds of Summer
  - Ariana Grande
  - Sam Smith
  - Charli XCX
  - Kiesza

### Best Rock
- Linkin Park
  - Arctic Monkeys
  - Coldplay
  - Imagine Dragons
  - The Black Keys

### Best Alternative
- Thirty Seconds to Mars
  - Fall Out Boy
  - Lana Del Rey
  - Lorde
  - Paramore

### Best Hip Pop
- Nicki Minaj
  - Drake
  - Eminem
  - Iggy Azalea
  - Kanye West

### Best Electronic
- Calvin Harris
  - Afrojack
  - Avicii
  - David Guetta
  - Hardwell

### Best Look
- Katy Perry
  - Nicki Minaj
  - Rita Ora
  - Taylor Swift
  - Iggy Azalea

### Best Push
- 5 Seconds of Summer
  - Ariana Grande
  - Zedd
  - Charli XCX
  - Cris Cab
  - John Newman
  - Jungle
  - Kid Ink
  - Kiesza
  - Lorde
  - Sam Smith

### Best World Stage
- Enrique Iglesias
  - Afrojack
  - Ellie Goulding
  - B.o.B.
  - Fall Out Boy
  - Flo Rida
  - Hardwell
  - Kings of Leon
  - Imagine Dragons
  - Linkin Park
  - Pharrell Williams
  - Simple Plan
  - The Killers
  - Nicole Scherzinger

### Best Video
- Katy Perry - Dark Horse ft. Juicy J
  - Iggy Azalea - Black Widow ft. Rita Ora
  - Kiesza - Hideaway
  - Pharrell Williams - Happy
  - Sia - Chandelier

### Biggest Fans
- One Direction
  - Ariana Grande
  - Justin Bieber
  - Nicki Minaj
  - 5 Seconds of Summer

### Best Worldwide Act
- Bibi Zhou
  - Alessandra Amoroso
  - BAP
  - Dawid Kwiatkowski
  - Dulce María
  - Fifth Harmony
  - Mohammed Assaf
  - One Direction
  - Revolverheld
  - 5 Seconds of Summer

### Best song with a social message
- Beyoncé - Pretty Hurts
  - Arcade Fire - We Exist
  - Alicia Keys - We Are Here
  - Hozier - Take Me to Church
  - Meghan Trainor - All About That Bass

## Nomination regionali

### Best Adria Act
- Van Gogh
  -  Vatra
  -  Gramatik
  -  Punčke[2]
  -  Who See

### Best African Act
- Sauti Sol
  -  Goldfish
  -  Diamond Platnumz
  -  Toofan
  -  Davido

### Best Australian Act
- 5 Seconds of Summer
  - Havana Brown
  - Iggy Azalea
  - Sia
  - Justice Crew

### Best Belgian Act
- Dimitri Vegas & Like Mike
  - Stromae
  - Netsky
  - Triggerfinger
  - The Oddword

### Best Brazilian Act
- Anitta
  - Marcelo D2
  - MC Guimê
  - Pitty
  - Projota

### Best Canadian Act
- Justin Bieber
  - Drake
  - Arcade Fire
  - Kiesza
  - Avril Lavigne

### Best Chinese & Hong Kong Act
- Bibi Zhou
  -  Wang Feng
  -  G.E.M.
  -  Jason Zhang
  -  Moraynia Liu

### Best Danish Act
- Christopher
  - Medina
  - L.I.G.A
  - Burhan G
  - Sivas

### Best Dutch Act
- Kensington
  - Chef'Special
  - Hardwell
  - Martin Garrix
  - Mr. Probz

### Best Finnish Act
- Isac Elliot
  - Kasmir
  - Robin
  - Nikke Ankara
  - Teflon Brothers

### Best French Act
- Indila
  - Christine and the Queens
  - Les Casseurs Flowters
  - Julien Doré
  - Tal

### Best German Act
- Revolverheld
  - Marteria
  - Max Herre
  - Milky Chance
  - Cro
  - Sido

### Best Greek Act
- Vegas
  - Despoina Vandī
  - Kostas Martakis
  - Thanos Petrelis
  - Demy

### Best Indian Act
- Yo Yo Honey Singh
  - Pritam Chakraborty
  - Meet Bros Anjjan
  - Vishal–Shekhar

### Best Israeli Act
- Tripl featuring Meital de Razon
  - Dudu Tassa
  - Eliad
  - E-Z
  - Ido B & Zooki

### Best Italian Act
- Alessandra Amoroso
  - Caparezza
  - Club Dogo
  - Emis Killa
  - Giorgia

### Best Japanese Act
- Daichi Miura
  - E-Girls
  - Namie Amuro
  - One Ok Rock
  - Perfume

### Best Korean Act[3]
- BAP
  - Beast
  - Kara
  - CNBLUE
  - BTS

### Best Latin America Central Act
- Don Tetto
  -  Mirella Cesa
  -  Alkiados
  -  J Balvin
  -  Nicolás Mayorca

### Best Latin America North Act
- Dulce María
  -  Panda
  -  CD9
  -  Camila
  -  Zoé

### Best Latin America South Act
- Miranda!
  -  Banda de Turistas
  -  Tan Biónica
  -  Babasónicos
  -  Maxi Trusso

### Best Middle East Act
- Mohammed Assaf
  -  Jana
  -  Cairokee
  -  Omar Basaad
  -  Saad Lamjarred

### Best New Zealand Act
- Lorde
  - Kimbra
  - Stan Walker
  - Broods
  - Ginny Blackmore

### Best Norwegian Act
- Adelén
  - Donkeyboy
  - Nico & Vinz
  - Martin Tungevaag
  - Anders Nilsen

### Best Polish Act[4]
- Dawid Kwiatkowski
  - Mrozu
  - Jamal
  - Grzegorz Hyży
  - Artur Rojek

### Best Portuguese Act[5]
- David Carreira
  - Amor Electro
  - Diego Miranda
  - HMB
  - Richie Campbell

### Best Romanian Act
- Andra
  - Elena Gheorghe
  - Smiley
  - Maxim
  - Antonia Iacobescu

### Best Russian Act
- Njuša
  - Serebro
  - Noize MC
  - Kasta
  -  Bianka

### Best Southeast Asian Act
- Sarah Geronimo
  -  Noah
  -  Yuna
  -  Agnez Mo
  -  Stefanie Sun
  -  Slot Machine
  -  Hồ Ngọc Hà

### Best Spanish Act[6]
- Enrique Iglesias
  - Izal
  - Leiva
  - Sweet California
  - Vinila Von Bismark

### Best Swedish Act
- The Fooo
  - Icona Pop
  - Avicii
  - Tove Lo
  - Anton Ewald

### Best Swiss Act
- Sinplus
  - Bastian Baker
  - DJ Antoine
  - Remady & Manu-L
  - Mr.Da-Nos & The Product G&B

### Best Taiwanese Act
- Hebe Tien
  - A-mei
  - Mayday
  - Sodagreen
  - Wilber Pan

### Best UK & Ireland Act
- / One Direction
  -  Sam Smith
  -  Ed Sheeran
  -  Calvin Harris
  -  Cheryl Cole

### Best US Act
- Fifth Harmony
  - Eminem
  - Katy Perry
  - Pharrell Williams
  - Beyoncé